# 1088

## Събития
- 1088 – 1099 понтификат на папа Урбан II

## Починали
- Абу Исмаил Абдолах Ансари, ирански учен и поет